# Publius Cornelius Lentulus Scipio (Suffektkonsul 24)
Publius Cornelius Lentulus Scipio war ein Politiker und Senator der frühen Kaiserzeit aus der patrizischen gens Cornelia. Er war ein Sohn des gleichnamigen Suffektkonsuls des Jahres 2.
Im Jahr 15 bekleidete Scipio das Amt des Praetor aerarii. Von 21 bis 23 diente er als Legat der Legio VIIII Hispana in der Provinz Africa. Dort war er an den Kämpfen gegen Tacfarinas beteiligt. Im Jahr 24 wurde er Suffektkonsul. Erst unter Claudius erhielt er 41/42 als Prokonsul der Provinz Asia das nächste herausragende Amt. Er war verheiratet mit Poppaea Sabina, der Mutter der gleichnamigen Frau Neros. Als sie im Jahr 47 in eine Affäre verwickelt war, die zu ihrem Selbstmord führte, äußerte sich Scipio im Senat in diplomatischer Weise über sie.
Seine Söhne von unterschiedlichen Frauen waren der spätere Konsul des Jahres 56, Publius Cornelius Lentulus Scipio, und der Suffektkonsul des Jahres 68, Publius Cornelius Scipio Asiaticus.